# Joseph Hanquet
Joseph Marie Jean Martin Adelin Hanquet (Luik, 19 april 1885 - 9 februari 1971) was een Belgisch senator.

## Levensloop
Hanquet werd geboren in een gezin met tien kinderen. Hij beëindigde zijn humaniora toen hij zestien was. Hij promoveerde tot doctor in de rechten (1906) en studeerde geschiedenis onder de leiding van Godefroid Kurth (1906-1910), beide aan de Universiteit van Luik. 
Als jongeman was hij actief in katholieke werken: patronaatsmeester, ondervoorzitter van de Unie van Katholieke hogeschoolstudenten en voordrachtgever in katholieke kringen. Hij vestigde zich als advocaat in Luik en werd voorzitter van de Jonge Balie en later lid van de Raad van de Orde.
Hij werd verkozen tot provincieraadslid voor Luik (1925-1932).
In 1932 werd hij katholiek senator en vervulde dit mandaat tot in 1954,
- van 1932 tot 1946 als verkozene voor het arrondissement Luik,
- van 1946 tot 1954 als gecoöpteerd senator.

Hij was voorzitter van de Centrale Raad voor het Katholiek Lager Onderwijs (1955-1971). 

## Publicaties
- Echos du Congrès de Malines. La nécessité de l'action catholique, in: Etudes religieuses, Luik, 1930.
- M. Vandervelde et la question scolaire, in: Revue Générale, 1937.